# Хунно-китайские войны
Хунно-китайские войны (201 до н. э. — примерно 181 год н. э., с перерывами) — ряд военных конфликтов между Хуннской державой и Ханьским Китаем и союзниками противоборствующих сторон.
Результатом стало уничтожение Хуннской державы из-за междоусобных войн, что послужило одной из причин Великого переселения народов.

## Предпосылки

### Легенды о происхождении хунну. Легендарный период 3000 год до н. э. — 1046 до н. э.
Хунно-китайские войны являются частью многотысячелетнего противостояния Китая и окружавших его «варварских» народов. Истоки этого конфликта уходят в глубокую древность. В III—II тысячелетии до н. э. в долине реки Хуанхэ происходил процесс формирования древнекитайского государства. Согласно китайским легендам, это было время мифических правителей и полулегендарной династии Ся. Предки китайцев вели борьбу против окружающих народов, например жунов. В том числе упомянуто северное племя «хуньюй», против которого был предпринят поход. Около 1600 года до н. э. (по устаревшей версии в 1766 до н. э.) династия Ся была свергнута и к власти пришла династия Шан. Шунь-вэй, сын Цзе последнего царя из династии Ся, бежал в северные степи, где жили северные варвары «ху». Легенда гласит, что потомки Шунь-вэя и его подданных смешались с племенами ханьюнь и хуньюй на северной окраине Гоби, таким образом появились предки хунну. Данные палеоантропологии свидетельствуют о том, что в это время на южной окраине Гоби действительно происходило смешение европейского короткоголового типа с монголоидным узколицым, китайским. Итак, в этот период происходит формирование античного Китая и переселение прото-хунну через пустыню Гоби.

### Формирование Хунну 1600 до н. э. — 822 до н. э.
Этот период истории хунну почти не отражён в китайских источниках, так как хунну жили на северной окраине Гоби и сведения о них не доходили до Китая.
Судя по антропологическим находкам, происходит смешение прото-хуннов с европеоидными племенами, возможно динлинами. Происходит оформление традиций, быта, появление кочевого скотоводства. К XIII веку до н. э. происходит оформление родового строя хунну. Нет сведений о конфликтах с Шан, наоборот, в хуннских захоронениях обнаружено много бронзовых изделий из Шаньского Китая. У хунну сохранились некоторые традиции искусства эпохи Шан, забытые в самом Китае. Например, гуннский жертвенный сосуд, найденный на Каталаунских Полях, аналогичен жертвенным сосудам хунну, стиль которых восходит к сосудам «ю».
Хунну окрепли и начали распространять своё влияние на другие племена. На северо-западе они продвинулись до оазиса Хами, на юго-западе — до озера Лобнор, на севере — до динлинов, на юге — до Хэбэя. На востоке хунну граничили с дунху, предками монголов. По данным археологии нельзя судить о том, как складывались отношения хунну с окружающими народами. Но, по крайней мере, можно выделить круг археологических культур и народов, с которыми соприкасались хунну: сибирские племена на севере (бома и другие), динлины (тагарская культура) на северо-западе, индоевропейцы на юго-западе (юэчжи и близкие к ним племена), дунху на востоке. На юге соседями хунну были жуны, принадлежность которых неизвестна, поскольку они исчезли полностью к середине I тысячелетия н. э., остатки смешались с разными народами; вероятно, что от смешения жунов и тибетцев произошли тангуты в Амдо.

### Столкновения хунну сЧжоув 820-х годах до н. э.
Первый исторически достоверный конфликт Китая с хунну описан в одной из песен Ши-Цзин. В июле 823 года до н. э. хунну неожиданно вторглись в Китай и захватили города: Цяо, Ху, Хао, Фэнь. Сюань-ван (827—782 до н. э.) собрал войско, в том числе боевые колесницы, и разгромил хунну.
Неизвестно, насколько серьёзным был этот конфликт, но больше хунну на Чжоу не нападали. Правители Чжоу в основном воевали с жунами и уничтожали слабоорганизованные племена по очереди. В результате жуны были частью уничтожены, частью смешались с китайцами и другими народами и некоторые сохранились в районе озера Кукунор. В этот период археологи отмечают существование культуры плиточных могил, которая считается раннехуннской, хотя она принадлежала не только хунну.

### Войны хунну сЧжаоиЦинь822 год до н. э.—201 год до н. э.
В VIII веке до н. э. дом Чжоу ослаб и централизованная власть в Китае окончательно исчезла. Власть чжоуского вана сохранилась только в небольшом домене вокруг города Лои. Возвысились могучие княжеские дома. Феодальные владения укрупнялись, становились царствами и вступали в борьбу друг с другом. Наступил Период Сражающихся царств.
Победы над жунами привели к тому, что китайские царства стали граничить с кочевниками: хунну и дунху. В особой опасности находилось царство Чжао. В 307 году до н. э. Улин-ван, царь Чжао, строит крепость Яймынь и оборонительную стену у подножья гор Иньшань (севернее Ордоса). В царстве Янь полководец Цинь Кай строит оборонительную стену. Оборонительные стены не избавляют царства от набегов хунну. Медленные колесницы не годились для противодействия конным лучникам хунну, поэтому в царствах начинает появляться лёгкая кавалерия.
Тактика хунну заключалась в молниеносных набегах и грабеже неукреплённых поселений. Столкновения с китайской армией хунну вынести не могли, так как сражались без доспехов и были уязвимы в ближнем бою. Талантливый полководец из Чжао Ли Му окружил войско хуннского шаньюя и уничтожил его.
Объединитель Китая Цинь Шихуанди отогнал хунну от своих границ и чтобы навсегда обезопасить державу, приказал построить Великую Стену. Хотя на содержание боеспособности этого сооружения уходило больше ресурсов, чем грабили хунну.
Хунну несли потери на западе в боях с юэчжами, на востоке откололись дунху, на юге циньская армия отогнала хунну от Ордоса. В это время у хунну правителем был шаньюй Тоумань.

## Начало войн. Первый Этап209 год до н. э.—174 год до н. э.

### ШаньюйМодэ
Шаньюй Модэ был старшим сыном шаньюя Тоуманя. Отец не любил сына и отдал его в заложники к юэчжам, а наследником объявил младшего сына от второй жены. Тоумань напал на юэчжей, рассчитывая на то, что они убьют Модэ, но тот украл коня и вернулся к хунну. Тоумань, восхищённый сыном, дал Модэ 10 000 конных лучников.
Модэ стал тренировать своих воинов стрелять одновременно и только по своей команде. Он решил покончить с отцом, но сначала решил испытать своих воинов. Модэ изготовил свистящую стрелу и под страхом смерти приказал каждому воину стрелять туда, куда он посылал свою свистящую стрелу:

Модэ сам пустил свистунку в своего аргамака. Некоторые из приближённых не смели стрелять, и Модэ немедленно не стрелявшим в аргамака отрубил головы. Спустя некоторое время Модэ опять сам пустил свистунку в любимую жену свою, некоторые из приближённых ужаснулись и не смели стрелять. Модэ и им отрубил головы. Ещё по прошествии некоторого времени Модэ выехал на охоту и пустил свистунку в шаньюева аргамака. Приближённые все туда же пустили стрелы. Из сего Модэ увидел, что он может употреблять своих приближённых. Следуя за отцом своим шаньюем Тоуманем на охоту, он пустил свистунку в Тоуманя; приближённые также пустили стрелы в шаньюя Тоуманя.
— Бичурин Н. Я. [Иакинф] «Собрание сведений о народах, обитавших в Средней Азии в древние времена».
Модэ казнил мачеху, младшего брата и всех старейшин, которые ему не повиновались. В 209 году до н. э. Модэ стал шаньюем хунну.
Дунху решили, что у хунну началась междоусобица, и потребовали отдать им часть хуннских земель. Старейшины хунну готовы были согласиться, но Модэ отрубил им головы и сам пошёл войной на дунху. Дунху были разбиты и переселились в горы Ухань и стали называться «Ухуань». Модэ не стал останавливаться и повёл войско на запад, где напал на юэчжей. В 204 году до н. э. были покорены племена лоуфань и баянь в Ордосе и совершены первые, пробные, набеги на Китай. Модэ
создал хуннскую державу из 24 родов и собрал войско из 300 000 конников.

### Первая война201 год до н. э.—198 год до н. э.
С 203 года до н. э. Модэ вёл войны с соседними племенами. Были завоёваны: хуньюи (родичи хунну), динлины, енисейские кыргызы, цайли. В 201 году до н. э. Модэ напал на ослабленный гражданской войной Китай. Была захвачена крепость Маи, а комендант Хань Син перешёл к хунну. Зимой 200 года до н. э. хунну вошли в Шаньси, в опасности оказался город Цзиньян. Император Гао-цзу лично повёл своё войско в 320 000 воинов против Модэ. Обманным отступлением, Модэ окружил императора и авангард ханьской армии в деревне Байдын, близ города Пинчен. После семи дней боёв китайцы начали переговоры с Модэ. Модэ заподозрил некоторых своих подданных в измене и потому выпустил окружённых, согласившись на мирный договор. В 198 году до н. э. был заключён Договор Мира и Родства. Хуннское войско покинуло Китай.

### Военные столкновения с198 года до н. э.по174 год до н. э.
После заключения договора шаньюй поддерживал мятежных князей: Хань Синя, Чэнь Си, Лу Гуана. В 192 году до н. э. шаньюй Модэ предложил вдовствующей императрице Люй-хоу заключить брак. Китайские власти ответили вежливым отказом, чем шаньюй был доволен. Хунну завязли в тяжёлой войне с юэчжами. В 177 году до н. э. Чжуки-князь (титул у хунну) напал на Китай. Император Вэнь-ди отправил 85 000 конных воинов на борьбу с хунну, которые отступили в степь, а восстание воеводы Син Гюя помешало китайцам преследовать их. Посольство от Модэ объявило, что князь действовал без приказа шаньюя и в наказание отправлен на войну с юэчжами. Хунну победили юэчжей и присоединили земли нынешнего Восточного Туркестана, Усунь и вступили в союз с некоторыми родами тибетцев-кянов. В 174 году до н. э. шаньюй Модэ скончался.

## Второй Этап. Пик могущества Хунну174 год до н. э.—141 год до н. э.

### Подготовка к второй войне174 год до н. э.—166 год до н. э.
Вступив на престол, Лаошань продолжил дело отца и разгромил юэчжей, их правитель Кидолу пал в битве. Лаошань укрепил западную границу и добился выплаты дани от усуней и Западного края (Сиюя).
Приняв в свою ставку беглых китайских чиновников, Лаошань создал аппарат управления державой, далеко превосходивший все кочевые народы. Хуннская держава разбогатела от поступавшей с покорённых народов дани, но хунну не хватало хлеба и ткани, поэтому Лаошань потребовал у ханьских властей права на меновую торговлю с соседними китайскими провинциями. Это было не в интересах имперских властей и они отказали шаньюю, что и послужило поводом к новой войне.

### Вторая война166 год до н. э.—152 год до н. э.
В 166 году до н. э. 140 000 хунну во главе с Лаошанем вторглись в Китай. Хунну грабили и жгли неукреплённые поселения, их разъезды появлялись около столицы. Вэнь-ди собрал огромную армию, но пока войска собирались, хунну успели отступить. Уйдя из Китая, хунну продолжали совершать набеги на приграничные провинции. Китайская армия не могла остановить набеги хунну и в 162 году до н. э. Вэнь-ди попросил мира. Шаньюй отвечал как бы неохотно и согласился на Договор мира и родства на ещё более выгодных для хунну условиях. Но права на свободную торговлю хунну не добились. Сын Лаошаня Цзюньчэнь возобновил войну в 158 году до н. э.. Две хуннские армии вторглись в Китай и, произведя грабёж, быстро ушли, так что китайские войска их не догнали. Хунну не стали поддерживать мятеж князей, возникший со смертью Вэнь-ди, и в 152 году до н. э. получили новый Договор Мира и Родства, китайскую царевну и право на свободную торговлю.
152 год до н. э. считается пиком хуннского могущества.

## Третий этап. Войны сУ-ди141 год до н. э.—87 год до н. э.
Китай окреп, и новый амбициозный император У-ди строил планы по уничтожению хунну. Тем не менее, он понимал, что невозможно воевать с хунну без предварительной подготовки. У-ди отправил посла к юэчжам с предложением напасть на хунну, но, не дождавшись ответа, решил напасть первым.

### Третья война133 год до н. э.—126 год до н. э.
У-ди послал агента к хунну, который убедил шаньюя в том, что для хунну не составит труда разграбить город Маи. Шаньюй поверил и со 100 000 армией вступил в пределы Китая. У города Маи стояла 300 000 китайская армия, готовая уничтожить хунну, когда те подойдут к городу. Хунну спасла удача: захваченный китайский офицер рассказал им о засаде. Хунну спешно отступили, а китайская армия их не преследовала. После этого хунну стали небольшими набегами беспокоить китайскую границу, а китайская армия ограничивалась их отражением. При этом хунно-китайская торговля не прекращалась. В 129 году до н. э. ханьское командование направило на границу четыре конных корпуса по 9 000 человек в каждом. Китайский полководец Вэй Цин, возглавлявший один из них, добился успеха, захватив 700 пленных. Другие отряды потерпели поражение. В 128 году до н. э. 25 000 хунну вторглось в Ляоси и захватили много пленных, но 30 000 китайцев Вэй Цина догнали хунну и нанесли им урон. Вэй Цин продолжил войну в Ордосе, покорив племена лоуфань и баянь — союзников хунну. В 127 до н. э. скончался шаньюй Цзюньчэнь.

### Продолжение третьей войны126 год до н. э.—107 год до н. э.
Смерть Цзюньчэня вызвала междоусобицу у хунну, победителем в которой стал Ичжисе. В 126—125 годах до н. э. хунну атаковали Хэбэй, Ляоси, Ляодун и Ордос. У-ди решил ответить и подготовил 100 000 конников для нападения на хунну. В 124 году до н. э. Вэй Цин напал на ставку западного чжуки-князи и захватил 15 000 пленных. Хунну ответили набегом на Хэбэй. В 123 году до н. э. Вэй Цин снова напал на хуннские кочевья, но понёс серьёзные потери. Шаньюй был вынужден уйти на север, где мог чувствовать себя в безопасности.
В 121 году до н. э. китайский полководец Хо Цюйбин (племянник Вэй Цина) напал на западные кочевья хунну и захватил 30 000 пленных и многих князей. В 120 году до н. э. хунну ответили ударом по Шаньси. Постепенно перевес склонился на сторону китайцев. Шаньюй обвинил в неудачах князя Хуньшэ. Хуньшэ, не дожидаясь казни, восстал, убил князя Сючу, которого также обвинил шаньюй, и увёл 40 000 воинов вместе с семьями в Китай, где объявил о своей покорности императору. Хуннские набеги уменьшились и Китай получил передышку, которую У-ди использовал для подготовки новой армии. У-ди собрал огромную армию с достаточным числом коней и запасов, чтобы перейти Гоби (тогда она была меньше) и уничтожить ставку шаньюя. В 119 году до н. э. армия выступила в поход двумя отрядами под командованием Вэй Цина и Хо Цюйбина. Шаньюй встретил Вэй Цина на северной окраине Гоби и дал бой. Целый день длилось сражение, но началась пыльная буря и хунну утратили преимущество своих лучников. Китайцы окружили хунну своими флангами. Большая часть хунну погибла, но шаньюй с дружиной сбежал. Другая армия уничтожила ставку восточного чжуки-книзя. Потери китайцев были большие, преследовать хунну было невозможно, и остатки китайских войск вернулись домой.
Одним из последствий разгрома хунну стало то, что, узнав о нём, ухуани предпочли подчиниться Китаю.
У-ди собирался уничтожить хунну, но у Империи возникли конфликты с тибетцами, племенами юга и Кореей. У-ди удалось разгромить тибетцев только в 107 году до н. э..

### Четвёртая война103 год до н. э.—87 год до н. э.
У-ди видел угрозу в шаньюе Ушилу, который стал шаньюем в 105 году до н. э. и проявил себя человеком энергичным и воинственным. У-ди предложил князьям хунну военную помощь в случае, если они свергнут Ушилу. Восточный великий дуюй согласился с предложением У-ди, но шаньюй узнал о заговоре.
Весной 103 года до н. э. генерал Пону выдвинулся с 20 000 тысячным войском на встречу с восточным дуюем. Но тот уже был казнён, и китайцы попали в засаду, а Пону захвачен в плен. Ушилу осадил китайскую крепость Шеусянчен — базу китайского наступления — и провёл ряд набегов на Китай. В 102 году до н. э., в разгар войны, Ушилу умер, шаньюем стал его дядя Сюйлиху.
Сюйлиху понимал, что усилия У-ди направлены на разгром союзников хунну. У-ди подготовил огромную армию для разгрома союзной хунну Ферганы. Хунну собирались атаковать армии китайцев, когда те двигались на запад, но были остановлены 180-тысячной заградительной армией, прикрывавшей Ордос и Лобнор. Осенью 101 года до н. э. хунну прорвали границы и смогли произвести грабежи населения, но планам У-ди не помешали.
Зимой 101 года до н. э. Сюйлиху умер. У хунну не оказалось наследника, способного вести войну, и старейшины хунну выбрали шаньюем одного из младших принцев крови — Цзюйдихоу. Новый шаньюй предложил У-ди переговоры, император же в ответ предложил шаньюю стать подданным Китая. Цзюйдихоу отверг предложение императора, а узнав о заговоре среди китайских послов, часть из них казнил, часть принял в своё подданство. Взбешённый У-ди возобновил войну. В 99 году до н. э. Ли Гуанли с 30 000 конных воинов уничтожил ставку западного чжуки-князя хунну, но на обратном пути еле отбился от врагов. Другой генерал Ли Лин попал в окружение, но героически оборонялся от хунну. Видя, что помощи ждать неоткуда, он сдался хунну и получил от шаньюя титул князя и хуннскую царевну в жёны. В 97 году до н. э. новая 180-тысячная китайская армия под командованием Ли Гуанли вышла из Ордоса, другие армии поменьше выдвинулись из приграничных крепостей. Ещё никогда хунну не противостояли такой армии. Для отражения крупномасштабного наступления хунну собрали своих вассалов: динлинов, хагасов, тоба, сяньбийцев и турфанцев. Западная армия китайцев захватила Чэши, а остальные не смогли догнать отступавших хунну. Оторванные от поставок продовольствия китайские армии вынуждены были возвращаться, попутно отбиваясь от хунну. В самый разгар войны, главнокомандующий Ли Гуанли получил известия об аресте всей своей семьи. Решив победой завоевать милость У-ди, Ли Гуанли повёл армию вглубь хуннской территории, другие офицеры хотели его свергнуть, но были казнены. Ли Гуанли сам завёл армию в окружение и был вынужден сдаться. В 96 году до н. э. скончался Цзюйдихоу, и хунну после некоторого замешательства избрали шаньюем его сына — Хулугу. Новый правитель предложил Китаю заключить Договор Мира и Родства, но ответ У-ди неизвестен. Фактически война не возобновилась, так как шаньюй решил не провоцировать Империю набегами, а у У-ди уже не было достаточно войск. В 87 году до н. э. У-ди скончался.

## Четвёртый этап. Междоусобицы хунну и подчинение Китаю87 год до н. э.—9 год н. э.

### Ослабление Хунну
Беглые китайские вельможи в ставке шаньюя стали плести интриги друг против друга. Вэй Люй подговорил шаманов, которые потребовали принести Ли Гуанли в жертву духам. Шаньюй выполнил требование, но перед смертью Ли Гуанли проклял династию шаньюев. Вскоре в державе начался падёж скота, эпидемия и голод. Шаньюй приказал построить храм, чтобы умилостивить дух Ли Гуанли, а в 85 году до н. э. умер из-за болезни.
Возникли четыре кандидата на престол:
- Малолетний сын Хулугу, за которым стояли генерал Вэй Люй и вдова шаньюя.
- Восточный Чжуки-князь.
- Великий восточный дуюй, ставленник родовой аристократии. Убит наёмным убийцей.
- Хуяньди, сын восточного лули-князя.

Придворные возвели на престол Хуяньди. Многие князья отказались приехать в ставку с изъявлением покорности, хотя и не решились на открытый мятеж. Пять лет продолжалось противоборство придворных шаньюя и родовых старейшин, наконец, в 80 году до н. э. умер Вэй Люй. К власти пришли старейшины, которые решили вернуть хунну могущество.

### Пятая война80 год до н. э.—52 год до н. э.
В 80 году до н. э. 20 000 хунну напали на Китай, но пограничная стража смогла отбить нападение. В 79 году до н. э. хунну в очередной раз осадили китайский форпост в степи — Шоусянчэн, но взять крепость не сумели. Походы 78—77 года до н. э. в Хэси и Ордос окончились плачевно для хунну. Ухуани решили отомстить хунну за унижения и разграбили могилы шаньюев. Оскорблённые хунну напали на ухуаней и завоевали их.
Император Сюань-ди, заручившись союзом с Усунь, собрал 160 000 конников. Усуни прислали ещё 50 000, и в 72 году до н. э. объединённая армия вышла из Ордоса. Хунну откочевали на север, и китайская армия ничего не добилась. Зато усуни, отделившись от китайцев, нанесли поражение западному лули-князю и пленили много хунну, а также захватили их скот. Воодушевлённые поражением старого врага, ухуани восстали.
В 72-71 годах до н. э. хунну отомстили усуням, разграбив их кочевья, но на обратном пути хуннская армия попала в снежную бурю и многие воины погибли. В 70 году до н. э. хунну воевали с усунями, динлинами, ухуанями и даже некоторыми мятежными хуннскими родами. В том же году отряд китайской конницы беспрепятственно грабил кочевья хунну.
В 68 году до н. э. скончался Хуяньди, власть перешла в руки князя Сюйлюй-Цюаньцюй. Дела хунну становились хуже, многие бежали в Китай и нанимались в пограничную охрану. В 68 году до н. э. действия китайских войск вынудили княжество Чэши присягнуть императору. Попытки хунну вернуть Чэши успехов не принесли. В 62 году до н. э. Шаньюй попросил у императора мира, но ответа не получил.
В 60 году до н. э. Сюйлюй-Цюаньцюй скончался (или был убит). В результате переворота к власти пришёл Туцитан, правнук Ушилу, который стал править под именем Воянь-Цюйди. Он попытался помириться с Китаем, ослабить племенную аристократию и усилить род шаньюев. В 58 году до н. э. хуннские рода восстали против ненавистного шаньюя и провозгласили шаньюем Цзихоушаня, сына Сюйлюй-Цюаньцюя. Армия Воянь-Цюйди разбежалась ещё до сражения с мятежниками, а Воянь-Цюйди покончил с собой. Цзихоушань стал Хуханье-шаньюем.
Несмотря на то, что Хуханье был ставленником старейшин, междоусобица не прекратилась. Хуннская держава разваливалась изнутри, роды воевали друг с другом, Хуханье не мог подавить все мятежи и утратил контроль над хунну. Верные старейшины призывали Хуханье к «господству над народами», то есть войны должны продолжаться, главное — независимость от Китая. Но советник шаньюя ичжицзы-князь сказал, что величие хунну в прошлом, а Хань могущественен, единственная возможность для хунну выжить — это покориться Китаю. Хуханье смирился с действительностью и в 53 году до н. э. отправил своего сына Чжулэй-цюйтана в Китай на службу. В 52 году до н. э. шаньюй приехал к Великой Стене и попросил о встрече с Сыном Неба. В загородном дворце Гань-цюань император принял шаньюя как своего вассала. Шаньюя одарили и он поклялся защищать императора от мятежных хунну и своего брата Чжичжи, которого многие роды провозгласили шаньюем.

### Хунну под властью Китая
Хунну постепенно переходили к Хуханье, так как устали от бесконечных междоусобиц. Его брат, Чжичжи, переселился на запад и стал воевать с Усунью, динлинами, хагасами, вступив в союз с Кангюем. Он поселился в Кангюе, устроил там переворот и возвёл деревянную крепость. В 36 году до н. э. китайский чиновник Чэнь Тан, желая избежать наказания и заключения, собрал в Западном Крае войско и смог настигнуть Чжичжи в Кангюе, уничтожить его армию, сжечь крепость и обезглавить самого мятежного шаньюя. С Чэнь Тана сняли обвинения и он вернулся в Китай героем.
Хуханье решил переселиться в степь и хунну подчинились его власти. В 47 году до н. э. китайцы взяли с шаньюя клятву:

«отныне впредь Хань и Хунну будут составлять один Дом; из рода в род не будут ни обманывать друг друга, ни нападать друг на друга. Если случится воровство, то взаимно извещать и производить казнь и вознаграждение; при набегах неприятелей взаимно вспомоществовать войском. Кто из них прежде нарушит договор, да восприимет кару от Неба, и потомство его из рода в род да постраждет под сею клятвою».

— Бичурин Н. Я. [Иакинф] «Собрание сведений о народах,обитавших в Средней Азии в древние времена».
Окружающие народы больше не рисковали нападать на Хунну и в степи воцарился мир.
В 31 году до н. э. Хуханье скончался и шаньюями поочерёдно становились его сыновья: Фучжулэй (31-20), потом Соусе (20-12), Цзюйя (12-8). В 8 году до н. э. на престол вступил младший сын Учжулю. В 3 году н. э. фактический правитель Китая Ван Ман потребовал шаньюя выдать двух китайских перебежчиков. Шаньюй согласился, но попросил Ван Мана не казнить их. Они были казнены. Шаньюй потерял доверие к Ван Ману.

## Пятый этап. Временное восстановление державы Хунну9 год н. э.—48 год
Желая показать своё величие, Ван Ман приказал шаньюю сдать старую печать, и выдал новую. Знаки на печати означали, что шаньюй есть чиновник императора. Хунну не простили обиды.

### Шестая война10 год—48 год
В 10 году восстало княжество Чэши и хунну неожиданно оказали ему поддержку. В 11 году Ван Ман объявил Учжулю низложенным, а шаньюем назначил князя Хяня, в ответ хунну заявили, что Ван Ман — узурпатор императорского престола.
Ван Ман собрал 300-тысячную армию, чтобы уничтожить хунну, но те не дали армии выступить. Умелыми действиями шаньюй блокировал ещё не подготовленные войска. Хянь вернулся к хунну и попросил простить его, так как он был назначен шаньюем насильно. Учжулю простил его. В 13 году Учжулю скончался. Управляющий делами князь Сюйбудан возвёл на престол Хяня под именем Улэй-Жоди. Новый шаньюй в 14 году попросил мира у императора, но узнав, что Ван Ман казнил его сына, приказал продолжить войну. К хунну присоединились ухуани, восстал Западный край, только Яркенд сохранил верность Китаю. В 18 году Улэй-Жоди скончался, шаньюем стал его брат Юй.
Пока в Китае шла гражданская война, хунну заявили о поддержке династии Хань. Когда Ван Мана свергли и династия Хань восстановилась, хунну отказались признать себя вассалами Гуан У-ди, заявив, что Китай — слаб, а хунну — сильны. Шаньюй собирался ослабить Китай и поэтому поддерживал любых претендентов на престол. С 23 по 45 год хунну совершали частые набеги на ослабевший Китай. Китайская армия была разгромлена, граница не охранялась, хунну решили, что победили.
Юй был стар, наследовать ему должен был Иту-Чжасы, младший сын Хуханье. Юй приказал убить Иту-Чжасы, а наследником объявил своего сына Удадихоу. В 46 году Юй умер, Удадихоу не правил и года, новым шаньюем стал второй сын Юя Пуну. Принц Би, сын Учжулю, считал, что престол должен был достаться ему, начал тайные переговоры с Китаем. Узнав об этом, шаньюй приказал казнить Би. Но Пуну был непопулярен, и Би смог собрать в 4 раза больше войск. В 48 году 8 родов провозгласили Би шаньюем хунну под именем Хуханье II. Хунну устали от войн, ослабели от эпидемии и голода. Би решил поступить так же, как его дед Хуханье, и заключил мир с Китаем, объявив себя вассалом императора.

## Шестой Этап. Северное и Южное Хунну (48 год—141 год)
Распад единой хуннской державы создал «вакуум» власти в Центральной Азии. Китайская империя рассчитывала на то, что разгром хунну позволит присоединить к Империи все северные и многие западные народы, известные китайцам. Произошло наоборот: распад хунну привёл к войне всех племён, которые желали достичь такого же могущества, как и бывшие правители степей — хунну. Каждое племя стремилось к «господству над народами» и было враждебно Китаю. Китай не вёл широкомасштабных войн, а ограничивался единичными походами против своих врагов.

### Война северного и южного хунну (48 год—55 год)
В середине I века распад хуннской державы стал необратим. Появилось два хунну: северное и южное. Северяне были противники Китая и южан, выступая за восстановление независимой державы. Южане были сторонники мира с Китаем и соглашались на роль его вассалов.
Поняв, что хунну вновь ослабели, восстали сяньби и ухуани. В 49 году Би начал наступление на северян. Ему удалось присоединить к себе многие рода, разгромить ставку северного шаньюя и чжуки-князя. Сяньби предложили свою помощь, но старались не ради хунну или Китая, а захватывали себе земли. Между тем, в ставке южного шаньюя было не всё спокойно. Принимая китайского посла, Хуханье II должен был склониться до земли, но шаньюй уговорил провести этот ритуал за пределами ставки, чтобы не увидели князья. Многие князья не хотели мириться с положением китайских подданных и откололись от южного хунну, но были разобщены и легко уничтожены. В 52 году северяне попросили мира у Китая, но не получили его, так как Империи было выгодней, чтобы северные и южные хунну уничтожали друг друга.
Война стала вялотекущей. Южане редко нападали, а северяне отступали дальше в степь. Положение постепенно стабилизировалось. В 55 году умер Хуханье II, ему наследовали братья и дети, которые ничем не запомнились.

### Война против хунну в Западном крае (48 год—94 год)

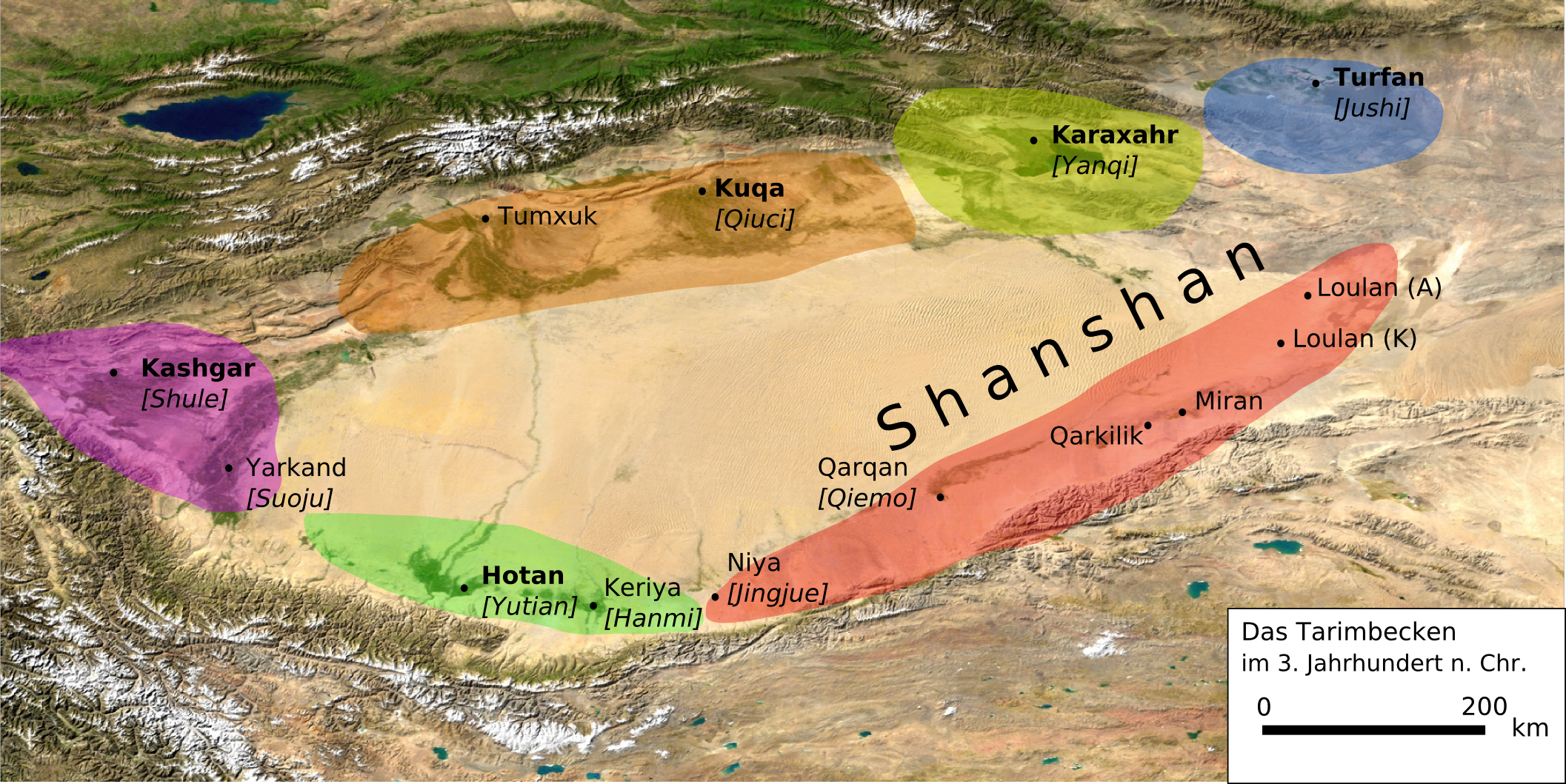
Западный край в III веке н. э.

Борьба с хунну неожиданно переместилась в Западный край. Правитель Яркенда Хянь в 41 году провозгласил себя шаньюем, хотя не имел никаких прав на это, и стал создавать своё государство из княжеств Западного края и Ферганы. Он ввязался в войну с северным хунну, но проиграл, а северяне восстановили контроль над Западным краем. В 66 году осмелевшие северяне и их союзники в Западном крае сделали набег на Китай.
В 73 году китайцы отбили Хами. Китайский офицер Бань Чао взял инициативу в свои руки: одним решительным нападением маленького отряда он уничтожил хуннское посольство и заставил Шаньшань принять власть Китая. Хотан испугался решительности Бань Чао и подчинился. В 74 году китайцы взяли Кашгар. Но в
75 году хунну и их союзники осадили Бань Чао в крепости Паньду и вынудили его отступить. Но в следующем году Бань Чао вернулся и покарал неверных сиюйцев. В 77 году Чжан-ди отозвал войска, а Бань Чао остался. Он собрал
10 000 воинов и стал покорять княжества. В 88 году взят Яркенд. В том же году по неизвестным причинам Бань Чао не пропустил в Китай кушанского посла и 70 000 кушан выступили в Западный край. Бань Чао оборонялся в крепостях, которые кушаны не смогли захватить, уйдя из-за нехватки провианта. В 90 году китайцам сдался Хами, в 91 — Куча, Аксу и Турфан. В 94 году был взят Харашар. Западный край был полностью покорён.

### Восстания в Южном Хунну (93 год—118 год)
В 93 году у южных хунну случился новый династический кризис. После смерти Туньтухэ шаньюем стал Аньго — сторонник мира с северянами. Китайцы поддержали принца Шицзы. В 94 году шаньюя обвинили в измене Китаю и офицер Да Чун отправился с войском в его ставку. Аньго попытался восстать, но был убит придворными. Шицзы стал шаньюем. В 95 году он разбил войско Фэнхоу, сына Туньтухэ, но его власть была непрочной и держалась на силе Китая. В 118 году Фэнхоу вернулся в Китай и был помилован.

### Война Северных хунну и сяньби (93 год—141 год)
В 104 — 105 годах северные хунну попытались заключить мир, но Китай отверг их предложения. Тогда хунну напали на Западный край и, пользуясь поддержкой местного населения, в 107 году отняли его у Китая. Род Модэ у северян, похоже, пресёкся, и править стали представители рода Хуянь.
В войну вмешалась новая сила — сяньби. Бывшие враги и данники хунну, они были не организованы, но воинственны и угрожали и хунну и Китаю. Сяньби почти каждый год с 101 — 134 год воевали с северным хунну, но подробности войн неизвестны. К 134 году положение сяньби стало хуже, так как им пришлось воевать одновременно с хунну, Китаем, динлинами, Пуё и ухуанями. Только взаимная ненависть всех противников позволила сяньбийцам не только выжить, но и победить.

### Временное возвращение Западного края Китаем (124 год—141 год)
Бань Юн, сын Бань Чао, был призван отнять Западный край у хунну. В 124 году его 10-тысячная армия захватила Турфан, князь Юли был разбит, а Чиши покорилось. В 125 — 126 годах покорены многие мелкие княжества и разбита армия северного шаньюя. В 127 году захвачен Харашар. Несмотря на все успехи, Бань Юна отстранили от командования из-за доноса и он вернулся в Китай, где был помилован императором и стал заниматься литературой.
В 134 году китайцы разграбили ставку северного шаньюя, но были разбиты в 135 году. Притеснения от китайских наместников привели к новым восстаниям в Западном крае 134—141 годов. Ханьская империя ослабевала от бесконечных войн: когда удавалось покорить Западный край — восставали кяны, покоряли кянов — восставал Западный край. Династия Хань в стремлении к господству над народами привела страну к огромным затратам на войны и большим людским потерям, что послужило одной из причин скорого её падения.

## Седьмой этап. Сяньбийцы и уничтожение хунну (141—181 год)

### Появление Сяньбийской державы.Таньшихуай
В 141 году родился Таньшихуай. Его мать утверждала, что он был зачат от проглоченой ей градинки во время грома, то есть его отец не был человеком. Таньшихуая воспитывали родственники и он очень рано проявил храбрость и ум, не свойственный его возрасту. В 156 году его провозгласили старейшиной. Таньшихуай построил себе дворец у горы Даньхань и собрал собственную дружину.
Таньшихуай сделал для сяньби то, что когда-то сделал Модэ для хунну: твёрдой властью собирал роды в одну державу и сражался с соседями. Таньшихуай грабил китайскую границу на юге, прогнал динлинов на севере, разбил войско Пуё, Усунь на западе и захватил бывшие хуннские земли. Все завоевания произошли за 10 лет. Несколько дольше шло завоевание Южной Сибири.
Но Таньшихуай не перенял хуннской модели государства. Вместо родового принципа он ввёл военную демократию. Таньшихуай был просто вождём для своих воинов, у него не было титула шаньюя или иного, его командующие назначались им лично, не зависимо от происхождения.
Таньшихуай грабил Китай и его союзников. В 167 году император предложил Таньшихуаю Договор Мира и Родства и титул вана. Таньшихуай ответил усилением набегов. В 177 году 30-тысячная китайская армия атаковала сяньбийцев, но за 300 лет военное дело у кочевников продвинулось вперёд, и китайская армия была разбита фронтовым ударом сяньбийской конницы. Сяньби продолжали свои набеги до смерти Таньшихуая в 181 году. Из 40 лет жизни 26 лет Таньшихуай воевал против Китая.
К счастью для Империи, орда отказалась подчиняться Хэляню, сыну Таньшихуая. Вскоре он был убит стрелой во время осады крепости, а сяньбийская держава распалась окончательно в 235 году.

### Исчезновение Хунну
После 155 года упоминаний о северных хунну не зафиксировано. Предположительно они были частью уничтожены, частью ассимилированы сяньби. В 350 году в Европе узнали о гуннах — кочевниках из глубин Азии, наводивших ужас на оседлые народы. Никаких точных данных о связи между хунну и гуннами нет. По гипотезе К. А. Иностранцева, развитой и дополненной Л. Н. Гумилёвым, небольшое количество «неукротимых» хунну (не более 10 тысяч воинов) отступило через Джунгарские ворота. От сяньбийцев спаслись немногие. Они потеряли государственное устройство, власть шаньюя, смешались с уграми, утратили большую часть культуры, вернулись к состоянию ху — диких варваров 1 тыс. до н. э. Но, очевидно, не все традиции были утрачены: на Каталаунских полях найдена ручка хуннского жертвенного сосуда, стиль оформления которого восходит к сосудам «ю» шанского Китая. Этот и другие факты служат косвенным подтверждением гипотезы.

## Итоги войн
Ценой невероятных усилий Ханьская империя разгромила хунну. Основными успехами Китай обязан не своей армии (включавшей преимущественно пехоту), а союзной коннице и междоусобицам хунну (возникавшим не без участия китайской дипломатии). Все попытки разбить хунну в генеральном сражении окончились неудачей, но хунну не смогли справиться с внутренними конфликтам. У хунну не было строгого порядка престолонаследия, поэтому противоречия между кандидатами на престол быстро перерастали в войну. Поддерживая одного из претендентов, Китай добивался больших успехов, чем при использовании огромных армий. Родовая держава хунну легко побеждала в войнах с внешними врагами, но оказалась неспособна справиться с внутренними конфликтами.
Хуннский народ распался на 4 части:
1. Остатки северного хунну, спасаясь от сяньби, бежали на запад.
2. Юэбань — небольшое хуннское княжество южнее озера Балхаш. Влияние иранской культуры.
3. Хунно-сяньби. Растворились в сяньби и других кочевниках.
4. Южные хунну. Частично ассимилированы китайцами. Сыграли важную роль в эпоху Шестнадцати варварских государств. Некоторые мелкие племена, жившие вдоль Великой китайской стены во времена Чингисхана, действительно были прямыми потомками хунну.

Общие последствия войн:
- Разгром и распад хунну.
- Истощение Ханьского Китая.
- Усиление сяньби.
- Гибель или ослабление многих народов (усуни, динлины, ди).
- Строительство Великой китайской стены.
- Появление китайской стратегии использования «варваров против варваров». Расселение хунну в Китае.
- Рост международного влияния Китая. Завоевание Западного края. Китайцы путешествуют в западные страны, возможно до Рима. Открытие Великого шёлкового пути.
- Кавалерия становится важной частью китайской армии. Исчезают боевые колесницы.
- Новый виток военного дела. Начало войн — эпоха Модэ: вершина развития лёгкой конницы, залповая стрельба 10 000 воинов. У воинов нет сёдел и стремян, почти нет доспехов. Конец войны — эпоха Таньшихуая: тяжёлая конница, лобовой удар, распространение сёдел, стремян, доспехов для всадника.
- Вторжение гуннов в Европу. Великое переселение народов.